# ماهیچه مژگانی

قسمت‌های مختلف کره چشم انسان: ۱. زجاجیه ۲. حاشیه دندانه‌دار ۳. ماهیچهٔ مژگانی ۴.تارهای آویزی(واژه مصوب فرهنگستان) ۵. مجرای اشلک ۶. مردمک ۷. اتاق جلویی ۸. قرنیه ۹. عنبیه ۱۰. عدسی بیرونی۱۱. عدسی درونی ۱۲. زوائد مژگانی ۱۳. ملتحمه ۱۴. ماهیچه مایل زیرین ۱۵. ماهیچه راست زیرین ۱۶. ماهیچه راست میانی ۱۷. شبکیه ۱۸. صفحه بینایی ۱۹. سخت‌شامه ۲۰. سرخرگ مرکزی شبکیه ۲۱. سیاهرگ مرکزی شبکیه ۲۲. عصب بینایی ۲۳. سیاهرگ حلقوی ۲۴. غلاف پیازی ۲۵. لکه زرد ۲۶. گودی مرکزی ۲۷. صلبیه ۲۸. مشیمیه ۲۹. ماهیچه راست بالایی ۳۰. شبکیه

ماهیچهٔ مژگانی (به انگلیسی: Ciliary muscle) یکی از سه بخش جسم مژگانی است که با انقباض آن انحنای عدسی چشم تغییر می‌کند. جسم مژگانی بخش ضخیم لایهٔ عروقی چشم است که مشیمیه را به عنبیه مربوط می‌کند. ماهیچهٔ مژگانی از نوع ماهیچه صاف است که در عمل تطابق عدسی چشم نقش دارد.
ماهیچهٔ مژگانی در ضخامت جسم مژگانی قرار دارد. این ماهیچه دارای دو دسته رشته‌های عضلانی است، یک دسته رشته‌های حلقوی و دیگری رشته‌های نصف‌النهاری (Meridional Fibers) می‌باشند. رشته‌های نصف‌النهاری از محل اتصال قرنیه و صلبیه شروع می‌شوند و به زوائد و حلقه مژگانی ختم می‌گردند. رشته‌های حلقوی در طرف داخل رشته‌های نصف النهاری قرار دارند. یکی از این دو دسته، وظیفه کشیدن مشیمیه را بر عهده دارد، دسته دیگر در صورت انقباض، کشش وارد بر عدسی را کاهش می‌دهد. این حرکات عضلانی در تطابق بینایی بسیار مهم می‌باشند.
عصب ماهیچهٔ مژگانی شاخه پاراسمپاتیک زوج سوم مغزی (Oculomotor Nerve) می‌باشد.

## نگارخانه

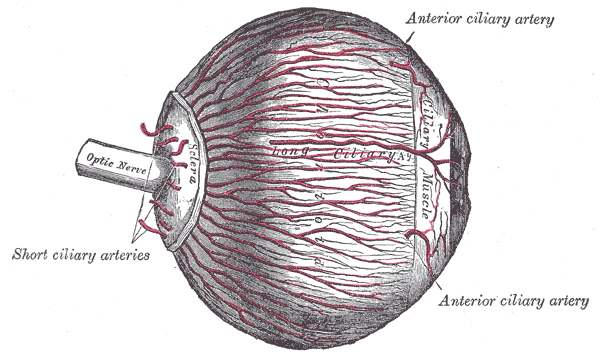
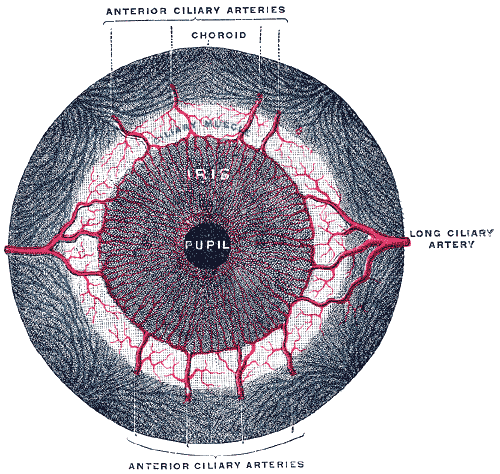